# 大東立樹
大東 立樹（おおひがし りつき、2004年11月29日 - ）は、日本の歌手、俳優、タレントであり、CLASS SEVENのメンバー。愛称は、りっきー。
東京都出身。TOBE所属。

## 来歴
2019年7月7日、ジャニーズ事務所に入所し、ジャニーズJr.として活動する。それ以前から子役として舞台やミュージカルで活動しており、過去には劇団四季の舞台にも出演していた。
2023年7月16日、ジャニーズ事務所を退所。8月16日、元ジャニーズ事務所副社長の滝沢秀明が立ち上げた芸能事務所「TOBE」に所属することが発表された。
移籍後は単独で活動していたが、2024年11月11日、TOBEのTRAINEE（研修生）からなる6人組「DeePals」のメンバーに大東が加わる形で、7人組の新グループ「CLASS SEVEN」の結成が発表された。
2025年7月7日、CLASS SEVENとしてデビューした。

## 出演
個人での出演のみ記載。グループとしての出演はCLASS SEVEN#出演を参照。

### テレビドラマ
- 文豪少年!〜ジャニーズJr.で名作を読み解いた〜 第7話（2021年5月2日、WOWOW）[15]
- 拝啓、奇妙なお隣さま（2023年7月16日、テレビ朝日） - 桑部佑太 役[16]
- 秘密を持った少年たち（2023年10月7日 - 12月23日、日本テレビ） - 黒瀬拓実 役[10][17]
- 熱愛プリンス（2025年3月7日 - 4月25日、毎日放送） - 槇 役[18]

### 映画
- 遺書、公開。（2025年1月31日） - 名取恭四郎 役[19][20][21]

### 舞台
- ABC座 ジャニーズ伝説2019（2019年10月7日 - 29日、日生劇場）[22]
- JOHNNYS' IsLAND（2019年12月8日 - 2020年1月27日、帝国劇場）[23]
- スケリグ（2020年7月31日 - 8月16日、紀伊國屋サザンシアター TAKASHIMAYA / 8月22・23日、松下IMPホール / 8月25日、刈谷市総合文化センターアイリス大ホール / 9月11日、所沢市民文化センターミューズマーキーホール）[24] - マイケル 役[25]
- シンフォニー音楽劇『蜜蜂と遠雷』〜ひかりを聴け〜（2021年3月27日 - 4月11日、KAAT 神奈川芸術劇場 / 4月17日・18日、新歌舞伎座 / 5月1日 - 3日、博多座） - 小山内健 役[26]
- ナゾドキシアター『アシタを忘れないで』（2021年7月12日 - 8月8日、東京グローブ座 / 8月11日 - 15日、梅田芸術劇場シアター・ドラマシティ） - 謎の男 役[27]
- JOHNNYS' IsLAND THE NEW WORLD（2022年1月1日 - 19日[注 1]、帝国劇場）[29]
- Endless SHOCK -Eternal-（2022年4月10日 - 5月31日、帝国劇場）[30]
- Endless SHOCK（2022年9月5日 - 10月5日、博多座）[31]
- JOHNNYS' World Next Stage（2023年1月1日 - 1月26日、帝国劇場）[32]
- ミュージカル『ダーウィン・ヤング 悪の起源』（2023年6月7日 - 25日、シアタークリエ / 6月30日 - 7月2日、兵庫県立芸術文化センター 阪急中ホール） - 主演・ダーウィン・ヤング 役（渡邉蒼とWキャスト）[33]
- 音楽劇『秘密を持った少年たち』（2023年11月17日 - 23日、日本青年館ホール） - 黒瀬拓実 役[34]
- 無伴奏ソナタ -The Musical-（2024年7月26日 - 8月4日、サンシャイン劇場 / 8月10日・11日、森ノ宮ピロティホール） - ギレルモ 役[35][36]
- ミュージカル『コレット』（2025年8月6日 - 17日、日本青年館ホール / 8月21日 - 24日、梅田芸術劇場メインホール）[37][38]
- ミュージカル『サムシング・ロッテン!』（2025年12月19日 - 2026年1月2日〈予定〉、東京国際フォーラム ホールC / 2026年1月8日 - 12日〈予定〉、オリックス劇場） - ナイジェル 役[39]

### コンサート
- ジャニーズJr.8・8祭〜東京ドームから始まる〜（2019年8月8日、東京ドーム）[6]
- to HEROes 〜TOBE 1st Super Live〜（2024年3月14日 - 17日、東京ドーム）[40]

### CM
- デジタルハリウッド大学（2024年2月 - ）[41][42]

### その他
- 都市型観光バスツアー『WOW RIDE』（2022年8月1日 - 10月30日） - 映像バスガイド[43][44]

## 楽曲

### 参加作品
- to HEROes「Be on Your side」（2024年）[45]